# Sierck-les-Bains
Sierck-les-Bains é uma comuna francesa na região administrativa de Grande Leste, no departamento de Mosela. Estende-se por uma área de 4,8 km². Em 2010 a comuna tinha 1 788 habitantes (densidade: 372,5 hab./km²).